# Aeroportul Boise
Aeroportul Boise (IATA: BOI, ICAO: KBOI, FAA LID: BOI) este un aeroport din Comitatul Ada, Idaho, Idaho, Statele Unite ale Americii ce deservește zona Boise. Aeroportul a fost tranzitat în 2022 de 4.496.529 de pasageri. A fost deschis în 1936 și numit după zona deservită.
Situat la o altitudine de 875 m, aeroportul dispune de 2 piste.

## Infrastructură

### Piste
Aeroportul dispune de 2 piste. Pista 10L/28R are suprafața de asfalt și dimensiunile 10.000 picioare × 150 picioare. Pista 10R/28L are suprafața de asfalt și dimensiunile 9.763 picioare × 150 picioare. 

### Terminale
Aerogara are în componență 1 terminal, Gowen Field Air National Guard Base⁠(d). 